# La dona il·legal
La dona il·legal és una pel·lícula catalana del 2020 dirigida per Ramon Térmens. És un thriller social que denuncia els centres d'internament d'estrangers (CIE) i el racisme institucional. Es va estrenar als cinemes l'11 de desembre del 2020. Posteriorment, la plataforma de reproducció en línia Netflix en va adquirir els drets mundials i la va estrenar l'11 de maig de 2021. És principalment en castellà amb algunes escenes en català.

## Argument
Fernando Vila és un advocat d'immigració que accepta un cas aparentment senzill: evitar la deportació d'una jove kosovar, Zita Krasniqi. Tot canvia quan la noia apareix morta al CIE i les autoritats declaren que s'ha suïcidat. Fernando busca l'ajuda de l'única amiga de la víctima, Juliet Okoro, una dona immigrant nigeriana atrapada en una xarxa de prostitució. Mentre el Fernando prova d'aclarir els fets, troba la fèrria oposició del cap de policia Oriol Cadenas i aviat comença a descobrir la corrupció, els abusos sexuals i els «falsos suïcidis» que tenen lloc dins del sistema de deportacions de l'estat espanyol.

## Repartiment
- Daniel Faraldo com a Fernando Vila
- Yolanda Sey com a Juliet Okoro
- Isak Férriz com a Oriol Cadenas
- Montse German com a Rosa Puiggròs
- Raquel Camón com a Fàtima Jamed
- Adeline Flaun com a Mercy Okafor
- Boris Ruiz com a Enric Millar
- Gorca Lasaosa com a Jordi Puigmartí
- Àngels Bassas com a Carla
- Klaudia Dudova com a Zita Krasniqi
- Abdel Aziz el Mountassir com a Hussein
- Ahmad Alhamsho com a Samir
- Godeliv Van den Brandt com a Helen

## Producció
Ramon Térmens explicà que la idea per al film va sorgir després de conèixer un advocat d'immigració que li va explicar casos xocants als quals s'havia enfrontat. Després va contactar amb Daniel Faraldo, que a més de fer d'actor protagonista, també és guionista de la pel·lícula. El rodatge es va fer principalment a Lleida i a la Presó Model de Barcelona.

## Premis i nominacions

### Premis
- 2020. Millor llargmetratge de ficció per a La dona il·legal al Festival de l'Audiovisual Català 11è SomCinema.
- 2020. Premi del Públic al Festival Internacional de Cinema en Català Costa Daurada 13a edició.

### Nominacions
- 2020. Gaudí a la millor pel·lícula en llengua catalana per a Ramon Térmens.
- 2020. Gaudí al millor actor secundari per Abdel Aziz El Mountassir.

## Festivals
- 11è SomCinema Festival de l'Audiovisual Català
- Festival Internacional de Cinema en Català Costa Daurada 13a edició.